# Не эгоисты (альбом Nonamerz)
«Не эгоисты» — дебютный студийный альбом российской рэп-группы Nonamerz, выпущенный на аудиокассетах осенью 2000 года на лейбле RAP Recordz.
Альбом был записан в период с мая 1998 года по октябрь 2000 года на московских студиях «2S», «Смысл жизни» и M.Y.M. Recordz. В записи альбома приняли участие московские рэперы Mr. Shotgun, Mix MC, Кит, MF, Мандр, Master Spensor, Деловой, Солнышко, Солёный, Sir-J и Yori. Над музыкой трудились в основном Dr. N-Drey и Кит.
Альбом был выпущен в рамках акции лейбла RAP Recordz, «Революция Свершилась», вместе с альбомами групп Ю.Г. («Дёшево и сердито») и D.O.B. («M.C. — Мастера Слова»). Дистрибьюцией альбома занимался концерн Видеосервис.
Спустя год, 21 января 2002 года, на компакт-дисках и аудиокассетах вышло переиздание альбома с изменённым треклистом и ремастерингом треков под названием «Всё ещё не эгоисты». В переиздание вошло пять новых треков, а также видеоклип на песню «Ещё один день, часть 2». В 2013 году переиздание стало доступно для цифрового скачивания на iTunes. Песни «Та самая песня» и «Говорите нам «да»» с участием Master Spensor из оригинального издания никогда не переиздавались.

## Об альбоме
Проект «Nonamerz» вначале задумывался, как собственный проект Дмитрия «Dime» Нечаева, но после некоторых событий он окончательно объединился с Андреем «Dr. N-Drey» Беспаловым и они записали альбом Не эгоисты (2000). На момент записи альбома «Dime» являлся исполнительным продюсером лейбла Rap Recordz, а Dr. N-Drey учился в аспирантуре МГУ на факультете философии и параллельно занимался музыкальной карьерой, а также создавал музыку.
Песни из альбома были исполнены вживую на совместном концерте групп Ю.Г. и Nonamerz в московском клубе «Ra$путникЪ» 2 июня 2001 года, на фестивале Adidas Streetball Challenge 2000 и Adidas Streetball Challenge 2001, а также на концерте «Это только начало» 24 февраля 2002 года, где выступили три группы: Ю.Г., Nonamerz и Da B.O.M.B.

## Видеоклип
Главной песней на альбоме считалась «Ещё один день, часть 2». Песня вошла на сборник «Лучший хип-хоп» от лейбла RAP Recordz, который вышел 29 июля 2000 года. Осенью 2000 года было снято две версии видеоклипа на песню «Ещё один день, часть 2». Первая версия видеоклипа, названная «версия Ю.Г.», вышла на альбоме Ещё дешевле, ещё сердитее 24 декабря 2001 года, а вторая версия, «версия Nonamerz», вышла на альбоме «Всё ещё не эгоисты» группы Nonamerz 21 января 2002 года. Говоря о различиях версий, надо сказать, что «версия Ю.Г.» выполнена в серо-зелёной гамме с большим количеством уличных съёмок, а «версия Nonamerz» наоборот цветная, а основа ролика — клубное выступление групп. Премьера одной из версий видео должна была состояться на телеканале MTV Россия по выбору руководства канала в декабре 2002 года, но клип так и не был показан. Обе версии видеоклипа можно было скачать на сайте RAP Recordz в конце января 2002 года.

## Приём критиков
В 2000 году в пресс-релизе альбома «Не эгоисты» лейбл RAP Recordz назвал альбом «отражением мирового хип-хопа сегодняшнего дня»:
Альбом «Не Эгоисты» от коллектива Nonamerz, участники которого, Dime и Dr. N-Drey, хорошо известны любителям хип-хопа по таким нашумевшим проектам, как Da B.O.M.B и Da Lost Boyz, является отражением мирового хип-хопа сегодняшнего дня. Диск включил в себя 12 разноплановых композиций, от динамичных гимнов «Только Для Сумасшедших» и «Потерян, Найден, Не Опознан…», до философских притч «Деревья» и «Ещё Один День. ч.2», и должен понравится любому, даже самому привередливому слушателю, который обязательно найдёт в нём что-то для себя.
В 2001 году журнал «Птюч» назвал альбом группы Nonamerz «лучшим, что выпущено в России за последние полгода» наряду с альбомами «Дёшево и сердито» и «Трёхмерные рифмы»:
Самое адекватное впечатление на меня произвела группа Nonamerz. Во-первых, тем, что выглядят и одеваются они не так, как будто живут в Нью-Йорке, а в самой обычной Москве. То есть, совсем без понтов. Потом они читают что-то про баксы и про то, что девушки нет, — а это уже почти про жизнь. Правда, пафоса в текстах тоже хватает, есть даже психоделическая песня про «дерево — начало всех начал, потерянных душ последний причал», спетая от первого лица, то есть, от лица дерева. Песня, конечно, совсем левая, но по глубине идиотизма приближается к хитам на радио «Максимум». Подкупает альбом наглым использованием сэмплов попсовой классической музыки и женского вокала и ироничными подколками вроде «в каком ужасном сне вы подумали, что я для вас пытаюсь двигать хип-хоп» или «в газетах пишут, что хип-хоп сдулся и его слушать совсем без мазы».
В 2004 году редактор сайта RapArtAge, Тёмный, назвал альбом «далеко не гениальным, но просто очень приятным на слух» и оценил его на три с половиной звезды:
«(Не) Эгоисты» — это такой хороший, плотненький, аккуратненький рэп-альбомчик. Тут есть всё, что надо обычному слушателю, и всё то, что обычно предлагает рэп: львиная доля понтов вперемешку с рассуждениями о рэп-музыке как таковой («Только для сумасшедших», «Это наш год», «Потерян, найден, неопознан», «(Не) Эгоисты», etc.), немного, как говаривал господин Верка Сердючка, дансинг-дансинг («Говорите нам Да»), немного нравоучений («Another Day part 2»), немного философии («Деревья») и немного любви («14»). На альбоме не прозвучало вслух ни одного (!) мата, а если в лирике они и проскальзывают, то аккуратненько заглушаются (местами доходит до идиотизма — заглушили слово «наркота»).
В 2005 году белорусская «Музыкальная газета» назвала альбом одним из лучших альбомов андеграундной Москвы 2000 года:
Один из лучших альбомов андеграундной Москвы 2000 года. Опять-таки часть песен, вошедших в альбом, представляют более ранний период творчества коллектива («Деревья», «Это наш год», «Та самая песня», «Говорите нам «да»»). Поэтому его можно разделить как бы на несколько частей, каждая из которых являет собой скорее всего настроение коллектива в разные моменты времени, в связи с чем альбому присущи разноплановость композиций в целом и музыки в частности.
В 2007 году альбом был назван порталом Rap.Ru одним из главных альбомов русского рэпа 2000 года.
В 2013 году редактор журнала «Слово» написал, что «без Nonamerz русский рэп представить невозможно», добавив что «их альбомы повлияли на сотни других исполнителей», «их треки становились народными хитами, которые слушали не только представители хип-хопа», а трек «Ещё один день, часть 2» «всегда будет в десятке лучших треков русского рэпа классического периода его развития».
В 2015 году музыкально-развлекательный портал The Flow написал, что песня «Ещё один день, часть 2», записанная совместно с участниками группы Ю.Г. стала визитной карточкой для обеих групп.

## Чарты и ротации
В 2003 году песня «Ещё один день. Часть 2» группы Nonamerz прозвучала в хип-хоп передаче «Фристайл» на «Нашем Радио».
По данным интернет-проекта Moskva.FM, песня «Ещё один день. Часть 2» (Nonamerz, Ю.Г. и Мандр) является самым популярным треком группы на радио, который с 2009 по 2015 год прослушали 4 тысячи раз, а с 2013 по 2015 год прослушали 6 тысяч раз.

## Список композиций

### Оригинальное издание
| Номер трека | Название                                  | Участвует                                  | Музыка                                  | Время |
| ----------- | ----------------------------------------- | ------------------------------------------ | --------------------------------------- | ----- |
| 01          | «Беzintro»                                |                                            | Кит                                     | 1:15  |
| 02          | «Только для сумасшедших»                  |                                            | Dr. N-Drey                              | 2:31  |
| 03          | «Деревья» (Скит)                          |                                            | Dime                                    | 0:50  |
| 04          | «Деревья»                                 | Mr. Shotgun                                | Dime и Dr. N-Drey                       | 5:04  |
| 05          | «Суперлирика» (Скит)                      |                                            | Кит                                     | 0:25  |
| 06          | «Это наш год»                             | Mr. Shotgun, Mix MC                        | Dr. N-Drey                              | 4:54  |
| 07          | «Ещё один день» (Скит)                    |                                            | Dime                                    | 0:10  |
| 08          | «Ещё один день ч.2» (Видео версия)        | Кит, MF, Мандр                             | Кит                                     | 6:32  |
| 09          | «Что происходит» (Скит)                   |                                            | Dr. N-Drey                              | 0:28  |
| 10          | «Та самая песня»                          | Master Spensor, Деловой, Солнышко, Солёный | Master Spensor                          | 4:51  |
| 11          | «Младший» (Скит)                          | Достопочтимый Jr.                          | Кит                                     | 1:11  |
| 12          | «Потерян, найден, неопознан…»             | Кит                                        |                                         | 3:59  |
| 13          | «Непоп» (Скит)                            |                                            | Sir-J                                   | 0:22  |
| 14          | «(Не) Эгоисты»                            | Sir-J                                      | Sir-J                                   | 4:04  |
| 15          | «14»                                      | Yori                                       | Кит и Ян И. С.                          | 4:10  |
| 16          | «Между двух океанов» (Скит)               |                                            | Кит                                     | 0:22  |
| 17          | «Говорите нам «да»»                       | Master Spensor, Солнышко                   | Dr. N-Drey, Роман Бобренко (бас-гитара) | 3:51  |
| 18          | «Дайте слово нам»                         |                                            | Dr. N-Drey                              | 3:54  |
| 19          | «Ещё один день ч.2» (Оригинальная версия) | Кит, MF, Мандр                             | Кит                                     | 4:27  |

- Запись и сведение: Александр Костарев, Виктор Шевцов, Ян И. С. на студиях «2S», «Смысл жизни» и  M.Y.M. Recordz, Москва
- Мастеринг: Алексей Ермаков
- Лейбл: RAP Recordz

### Переиздание 2001 года («Всё ещё не эгоисты»)
| Номер трека | Название                                                | Участвует           | Музыка            | Время |
| ----------- | ------------------------------------------------------- | ------------------- | ----------------- | ----- |
| 01          | «Беzintro»                                              |                     | Кит               | 1:15  |
| 02          | «Только для сумасшедших»                                |                     | Dr. N-Drey        | 2:31  |
| 03          | «Не спать (выше фэйдеры)» (от Da B.O.M.B.) (бонус-трек) |                     | Кит               | 4:51  |
| 04          | «Деревья» (Скит)                                        |                     | Dime              | 0:50  |
| 05          | «Деревья»                                               | Mr. Shotgun         | Dime и Dr. N-Drey | 5:04  |
| 06          | «Суперлирика» (Скит)                                    |                     | Кит               | 0:25  |
| 07          | «Это наш год»                                           | Mr. Shotgun, Mix MC | Dr. N-Drey        | 4:54  |
| 08          | «Ещё один день» (Скит)                                  |                     | Dime              | 0:10  |
| 09          | «Ещё один день ч.2» (Оригинальная версия)               | Кит, MF, Мандр      | Кит               | 4:27  |
| 10          | «Вася» (Скит) (бонус-трек)                              | Крыж, Маруся        | Dr. N-Drey        | 0:44  |
| 11          | «Вася из Nonamerz» (бонус-трек)                         | Достопочтимый Jr.   | Dr. N-Drey        | 3:44  |
| 12          | «Непоп» (Скит)                                          |                     | Sir-J             | 0:22  |
| 13          | «(Не) эгоисты»                                          | Sir-J               | Sir-J             | 4:04  |
| 14          | «Младший» (Скит)                                        | Достопочтимый Jr.   | Кит               | 1:11  |
| 15          | «Потерян, найден, неопознан…»                           | Кит                 |                   | 3:59  |
| 16          | «Что происходит» (Скит)                                 |                     | Dr. N-Drey        | 0:28  |
| 17          | «14»                                                    | Yori                | Кит и Ян И. С.    | 4:10  |
| 18          | «Не последний раз вместе» (бонус-трек)                  | Южный Фронт         | Кит               | 4:44  |
| 19          | «Дайте слово нам»                                       |                     | Dr. N-Drey        | 3:54  |
| 20          | «Между двух океанов» (Скит)                             |                     | Кит               | 0:22  |
| 21          | «На пути к дому» (бонус-трек)                           | Fist                | Кит               | 4:53  |
| 22          | «Ещё один день ч.2» (Видео версия)                      | Кит, MF, Мандр      | Кит               | 6:32  |

## Дополнительная информация
- В переиздание включено пять новых композиций, из первоначального треклиста убрали треки «Та Самая Песня» и «Говорите Нам Да». В 2010 году эти треки вошли в компиляцию «Из 90-х».
- В переиздании из треклиста исчезли все треки с участием Мастера Спенсора. По этому поводу было озвучено две противоречивых версии: по одной это произошло из-за несоответствия композиций с общим настроением альбома, по другой — из-за возникшего конфликта между Даймом и Спенсором на почве начала работы первого с Константином «Крыжом» Небесных.
- Релиз альбома на компакт-диске стал для молодого лейбла RAP Recordz одним из первых релизов на этом типе носителей.
- По заверениям представителей лейбла, альбом «Не эгоисты» вместе с переизданием был реализован числом более сорока пяти тысяч копий (аудиокассеты и компакт-диски).
- Некоторые скиты (междутемы) на альбоме представляют собой отрывки из композиций, записанных ранее совместно с другими исполнителями.
- «Суперлирика» — песня проекта D.O.B. Империя (совместный проект D.O.B. и Ю.Г.), записанная совместно с Даймом.
- «Непоп» — песня, объединившая в себе четырёх представителей андеграунд-рэпа: Дайм (Nonamerz), Джип (Рабы Лампы, D.O.B. Community), Мэф (Ю.Г.) и D-Бош (Туши Свет, База Данных). Битмейкером выступил Sir-J (D.O.B. Community).
- «Что Происходит?» — совместная песня Nonamerz и Гека (в то время — Товарищ Медведь).
- «Между Двух Океанов» — совместная песня Nonamerz и Ю.Г. Выпущена на альбоме Ю.Г. «Дёшево и Сердито».
- Песня «Деревья» записана в 1998 году ещё в рамках проекта Da Lost Boyz.